# 참 포도나무

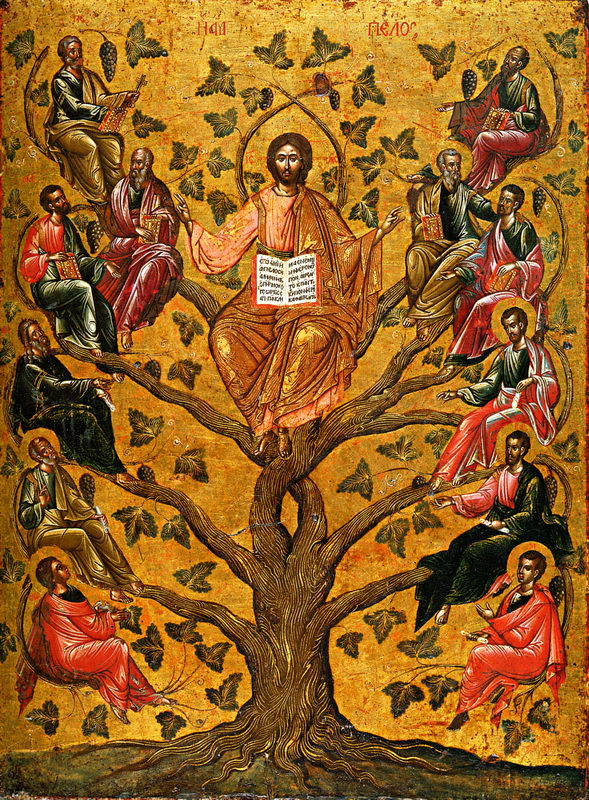
16세기 그리스 이콘 "참 포도나무 그리스도"

참 포도나무(그리스어: ἡ ἄμπελος ἡ ἀληθινή)는 신약성경의 예수가 제공한 알레고리 또는 비화이다. 요한의 복음서 15장 1-17절에서 발견되는 이 구절은 예수의 제자들을 예수의 포도나무 가지로 묘사하며 그 자신을 "참 포도나무", 성부를 농부로 묘사한다.
바바라 리드, 알란트 헐트그렌 또는 도널드 그리그스와 같은 몇몇 저자들은 "요한복음에는 비유가 두드러지게 없다"고 말한다. 가톨릭 백과사전에 따르면 "성 요한의 복음서에는 우화는 없다."; 그리고 브리태니커 백과사전에 따르면, "여기에서 예수의 가르침은 비유는 없고 오직 세 가지 우화만을 포함하고 있으며, 공관복음 기자는 철저히 비유적으로  그것을 제시한다."

## 같이 보기
- 나는
- 나무와 열매